# Anomoloma
Anomoloma Niemelä & K.H. Larss. – rodzaj grzybów z rodziny Amylocorticiaceae.

## Charakterystyka
Grzyby kortycjoidalne o owocniku jednorocznym, rozpostartym, dość luźno przyczepionym, o konsystencji od miękkiej do kruchej. Brzeg z ryzomorfami. Powierzchnia gładka, poroidalna, pory o kształcie od okrągłego do kanciastego, białawe, żółte lub różowawe. Powierzchnia gładka lub nieco grudkowata, często szarawa z niebieskawym odcieniem. System strzępkowy monomityczny, strzępki generatywne ze sprzążkami, cienkościenne lub grubościenne, inkrustowane lub gładkie. Cystyd brak. Podstawki maczugowate z 4-sterygmami i sprzążką bazalną. Bazydiospory zwykle elipsoidalne lub prawie kuliste, gładkie, cienkościenne i amyloidalne. Są grzybami saprotroficznymi występującymi na martwym drewnie drzew liściastych i iglastych. Powodują białą zgniliznę drewna.
Anomoloma jest blisko spokrewniona z Anomoporią. Odróżnia się ryzomorfami wyrastającymi z brzegu owocnika i powodowaniem białej zgnilizny drewna. Związki filogenetyczne między tymi rodzajami badał Song w 2016 r.

## Systematyka i nazewnictwo
Pozycja w klasyfikacji: Amylocorticiaceae, Amylocorticiales, Incertae sedis, Agaricomycetes, Agaricomycotina, Basidiomycota, Fungi (według Index Fungorum).
Takson ten utworzyli Tuomo Niemelä i Karl-Henrik Larsson w 2007 r.
Gatunki:
- Anomoloma albolutescens (Romell) Niemelä & K.H. Larss. 2007 – tzw. sprzążkownica białożółtawa
- Anomoloma flavissimum (Niemelä) Niemelä & K.H. Larss. 2007
- Anomoloma luteoalbum J. Song & B.K. Cui 2016
- Anomoloma myceliosum (Peck) Niemelä & K.H. Larss. 2007 – tzw. woszczyneczka postrzępiona
- Anomoloma rhizosum Niemelä & K.H. Larss. 2007
- Anomoloma submyceliosum J. Song & B.K. Cui 2016

Nazwy naukowe i wykaz gatunków na podstawie Index Fungorum. Nazwy polskie według Władysława Wojewody.